# WANDS Live Tour 2023 〜SHOUT OUT!〜
『WANDS Live Tour 2023 〜SHOUT OUT!〜』（ワンズ・ライブ・ツアー 2023 シャウト・アウト）は、2024年2月28日にリリースされたWANDSの映像作品。Blu-rayで発売。

## 概要
本作は、2023年9月に開催された「WANDS Live Tour 2023 〜SHOUT OUT!〜」のうち、9月26日に行われたZepp Haneda（TOKYO）でのファイナル公演を全曲とドキュメンタリーを収録したものである。

## リリース
2023年12月6日、本作の発売および発売日が決定したことが告知された。
2024年1月18日、本作のジャケットデザインが公開された。
同年2月1日、オリジナルクリアファイルの特典配布のある応援ショップが明らかになった。
同年2月14日、本作の発売を記念して、タワーレコード新宿店にて特大看板の設置が行われると発表された。期間は2月27日から3月4日を予定している。
同年2月19日、本作の発売を記念して、タワーレコードあべのHoop店にてエントランス看板の設置が行われると発表された。期間は2月27日から3月10日を予定している。
同年2月28日、リリース日となるこの日に公式YouTubeチャンネルにて本作のティザームービーが公開された。

### 特典
初回プレス分のみ、2024年夏に開催予定の「WANDS Live Tour 2024」のチケット先行申込URLが入っている。その他、店舗別に予約や購入した際のプレゼント（数がなくなり次第終了）もある。
| 対象店舗                 | 特典内容                                     | 備考                                       | 出典  |
| ------------------------ | -------------------------------------------- | ------------------------------------------ | ----- |
| Musing                   | メンバーサイン（プリント）入りクリアポスター | A4サイズ。                                 | [ 1 ] |
| 楽天ブックス             | チケットホルダー                             | ファミリーマート受取限定の特典。           | [ 1 ] |
| 楽天ブックス             | クリアポーチ                                 | ファミリーマートでの受取以外の場合の特典。 | [ 1 ] |
| Amazon.co.jp             | メガジャケ                                   | 【Amazon.co.jp限定】のカートでの特典。     | [ 1 ] |
| セブンネットショッピング | トート型エコバッグ                           |                                            | [ 1 ] |
| 各地の応援ショップ       | オリジナルクリアファイル                     | A4サイズ。                                 | [ 1 ] |

| 地域     | 店舗                              | 出典  |
| -------- | --------------------------------- | ----- |
| ECサイト | タワーレコードオンライン          | [ 1 ] |
| ECサイト | HMV&BOOKSオンライン               | [ 1 ] |
| ECサイト | TSUTAYA オンラインショッピング    | [ 1 ] |
| ECサイト | ヨドバシ・ドット・コム            | [ 1 ] |
| ECサイト | ビックカメラ ドットコム           | [ 1 ] |
| 全国     | HMV全店                           | [ 1 ] |
| 北海道   | CD PLAZA WAVE WOW店               | [ 1 ] |
| 北海道   | コーチャンフォーミュンヘン大橋店  | [ 1 ] |
| 北海道   | コーチャンフォー新川通り店        | [ 1 ] |
| 北海道   | コーチャンフォー北見店            | [ 1 ] |
| 東京都   | タワーレコード渋谷店              | [ 1 ] |
| 東京都   | タワーレコード新宿店              | [ 1 ] |
| 東京都   | タワーレコード池袋店              | [ 1 ] |
| 東京都   | タワーレコード町田店              | [ 1 ] |
| 東京都   | タワーレコード八王子店            | [ 1 ] |
| 神奈川県 | タワーレコード横浜ビブレ店        | [ 1 ] |
| 神奈川県 | 新星堂横浜ジョイナス店            | [ 1 ] |
| 新潟県   | タワーレコード新潟店              | [ 1 ] |
| 愛知県   | タワーレコード名古屋近鉄パッセ店  | [ 1 ] |
| 愛知県   | タワーレコード名古屋パルコ店      | [ 1 ] |
| 大阪府   | タワーレコード梅田NU茶屋町店      | [ 1 ] |
| 大阪府   | タワーレコードあべのHOOP店        | [ 1 ] |
| 大阪府   | タワーレコードなんばパークス店    | [ 1 ] |
| 大阪府   | Joshin 日本橋店 2F ディスクピア   | [ 1 ] |
| 大阪府   | ヨドバシカメラ マルチメディア梅田 | [ 1 ] |
| 福岡県   | タワーレコード福岡パルコ店        | [ 1 ] |
| 大分県   | エトウ南海堂                      | [ 1 ] |

## 演奏
キーボードの木村真也は不参加。

### メンバー
- 上原大史 - ボーカル
- 柴崎浩 - ギター

### サポートメンバー
- 二家本亮介 - ベース
- 神田リョウ - ドラム

## 収録内容
| #   | タイトル                                                 | 作詞 | 作曲・編曲 |
| --- | -------------------------------------------------------- | ---- | ---------- |
| 1.  | 「We Will Never Give Up」                                |      |            |
| 2.  | 「GET CHANCE GET GROW」                                  |      |            |
| 3.  | 「時の扉［WANDS第５期ver.］」                            |      |            |
| 4.  | 「賞味期限切れ I love you」                              |      |            |
| 5.  | 「FLOWER」                                               |      |            |
| 6.  | 「Secret Night 〜It's My Treat〜［WANDS第５期ver.］」    |      |            |
| 7.  | 「もっと強く抱きしめたなら [WANDS第5期ver.]」            |      |            |
| 8.  | 「空へ向かう木のように」                                 |      |            |
| 9.  | 「SHOUT OUT!!」                                          |      |            |
| 10. | 「官能SADISTICに濡れて」                                 |      |            |
| 11. | 「真っ赤なLip」                                          |      |            |
| 12. | 「RAISE INSIGHT」                                        |      |            |
| 13. | 「Burning Free」                                         |      |            |
| 14. | 「YURA YURA」                                            |      |            |
| 15. | 「カナリア鳴いた頃に」                                   |      |            |
| 16. | 「愛を語るより口づけをかわそう [WANDS第5期Ver.]」        |      |            |
| 17. | 「愛を叫びたい」                                         |      |            |
| 18. | 「WONDER STORY」                                         |      |            |
| 19. | 「ありふれた言葉で [Acoustic Version 5.0] （ENCORE-1）」 |      |            |
| 20. | 「Jumpin' Jack Boy [WANDS第5期ver.] （ENCORE-2）」       |      |            |
| 21. | 「世界が終るまでは… [WANDS第5期ver.] （ENCORE-3）」      |      |            |

上記に加え、特典としてドキュメンタリー映像も収録されている。

## チャート成績
ライブblu-ray「WANDS Live Tour 2023 〜SHOUT OUT!〜」は、2024年3月11日付のオリコン「週間Blu-rayランキング」で初登場5位（推定売上枚数3,957枚）を記録した。
また、同日付の「週間ミュージックBlu-rayランキング」と「週間ミュージックDVD・Blu-rayランキング」でそれぞれ初登場1位を記録した。WANDSが「オリコン週間ミュージックDVD・BDランキング」において1位を記録するのは初めてのことである。